# 이원익 유서
이원익유서(李元翼遺書)는 대한민국 경기도 광명시, 충현박물관에 있는 조선시대 이원익의 유서이다. 2009년 10월 16일 대한민국의 경기도 유형문화재 제230호로 지정되었다.

## 지정 사유
이원익 유서는 그가 어떻게 청백리가 될 수 있었는지를 알 수 있는 자료이다. 특히 이 유서는 조선시대 중부지역 사족(士族)의 가풍(家風)을 보여주며 조선시대 청백리 정신을 이해하는 중요한 자료이다.